# Gabriel Luna
Gabriel Luna (Austin, 1982. december 5.) amerikai színész, producer. Legismertebb szerepei a Szellemlovas A S.H.I.E.L.D. ügynökei című sorozatból és Rev-9 a Terminátor: Sötét végzet című filmből.

## Élete
Gabriel Isaac Luna 1982. december 5-én született a texasi Austinban, Deborah Ann és Gabriel Lopez Luna gyermekeként. Szülei mexikói származásúak. Luna apja húsz éves korában elhunyt, így anyja nevelte fel. A St. Edward's Universityn tanult, és 2005-ben diplomázott.

## Magánélete
2011. február 20-án házasodott össze Smaranda Ciceu színésznővel. Los Angelesben élnek.

## Filmográfia

### Film
| Év   | Magyar cím                | Eredeti cím           | Szerep                 | Magyar hang     |
| ---- | ------------------------- | --------------------- | ---------------------- | --------------- |
| 2005 |                           | Fall to Grace         | Kristofer Rostropovich |                 |
| 2010 |                           | Dance with the One    | Nate Hitchins          |                 |
| 2011 | Börni, az eszelős temetős | Bernie                | Kevin                  |                 |
| 2012 |                           | Spring Eddy           | Eddy                   |                 |
| 2014 |                           | Balls Out             | Vinnie                 |                 |
| 2015 | A nő, akit szerettem      | Freeheld              | Quesada nyomozó        | Szatmári Attila |
| 2015 |                           | Gravy                 | Hector                 |                 |
| 2016 | Túl a határon             | Transpecos            | Lance Flores           |                 |
| 2019 |                           | Hala                  | Mr. Lawrence           |                 |
| 2019 | Terminátor: Sötét végzet  | Terminator: Dark Fate | Rev-9                  | Ember Márk      |

### Televízió
| Év        | Magyar cím                         | Eredeti cím              | Szerep                      | Megjegyzések                               |
| --------- | ---------------------------------- | ------------------------ | --------------------------- | ------------------------------------------ |
| 2008      | A szökés                           | Prison Break             | Eduardo                     | 1 epizód                                   |
| 2010      | Temple Grandin                     | Temple Grandin           | tanuló szellem              | tévéfilm (stáblistán nem szerepel)         |
| 2013      | Érintés                            | Touch                    | Ted                         | 1 epizód                                   |
| 2013      | NCIS: Los Angeles                  | NCIS: Los Angeles        | geológushallgató            | 1 epizód                                   |
| 2014      | Matador                            | Matador                  | Tony Bravo                  | 13 epizód                                  |
| 2015      | True Detective – A törvény nevében | True Detective           | Miguel Gilb                 | 3 epizód                                   |
| 2015      |                                    | Wicked City              | Paco Contreras              | 8 epizód                                   |
| 2016      | Harley és a Davidson fiúk          | Harley and the Davidsons | Eddie Hasha                 | 1 epizód                                   |
| 2016–2017 | A S.H.I.E.L.D. ügynökei            | Agents of S.H.I.E.L.D.   | Robbie Reyes / Szellemlovas | 10 epizód                                  |
| 2016      |                                    | Rosewood                 | Eddie Lunez                 | 1 epizód                                   |
| 2017      |                                    | Patti and Marina         | gitáros srác                | 1 epizód                                   |
| 2023      | FUBAR                              | FUBAR                    | Boro Polonia                | - főszereplő - magyar hangja: - Orosz Ákos |
| 2023–     | The Last of Us                     | The Last of Us           | Tommy Miller                | - 2 epizód - magyar hangja: - Szabó Máté   |

### Videójáték
| Év   | Cím                | Szerep         |
| ---- | ------------------ | -------------- |
| 2007 | BlackSite: Area 51 | további hangok |